# Qardaha (district)
Qardaha District (Arabisch: منطقة القرداحة) is een Syrisch district behorend tot het Latakia gouvernement. De hoofdstad is Qardaha.